# おなり〜っ ボロッ殿だい
『おなり〜っ ボロッ殿だい』（おなり〜っ ボロッとのだい）は、講談社の「テレビマガジン」に1976年 - 1977年にかけて連載された真樹村正とダイナミック・プロ作の漫画作品。『ジャンジャジャ〜ン ボスボロットだい』の続編。ボスボロットはアシモフくんによって改造され、ボロッ殿となり、科学要塞公衆便城に一家で住まうこととなった。作品のエッチ度は前作より抑えられている。
連載当時に講談社より単行本が刊行され、2001年に笠倉出版社より復刊版が発売された。現在は共に絶版。

## 登場人物
ボロッ殿（-との）
アシモフくんによりボスボロットが改造された姿。ボスボロットは、体内に蓄積されたゴミが発生させるガスをエネルギーとして動いていた。ところがある日、キズの治療をした医者にゴミを抜き取られてガスが尽きてしまい、ボスボロットは機能を停止。「ボロットさんが死んじゃった」と悲しむ江久保葉子のために、アシモフくんはボスボロットを修理改造、ボロッ殿とした。チョンマゲは、ボスボロットがエッチなことをすると、アシモフくんのリモコンによりボロッ殿の顔面に平手打ちをくらわすようになっている。そのため、ボロッ殿は、前作ほどにはエッチなふるまいができなくなっている。この修理改造の際、ボスボロットを作ったのが実はアシモフくんだったという事実が明かされる。
最終回において交通事故に遭い瀕死の重傷を負った葉子ちゃんを救う為、ボロッ殿一家共々自分たちの部品を提供。その命と引き換えに、葉子ちゃんをサイボーグとして蘇らせた。
江久保葉子（えくぼ ようこ）
作品中で小学6年生まで成長。成長していく葉子ちゃんに対し、ロボットである為いつまでも姿の変わらないボロッ殿たちの悲哀が、さらりと作品中で描かれている。
毎回「下半身裸で尻丸出しになる」などエッチな目にあう。柔道を習っており、ゴミロボ若大将との決闘に臨むボロッ殿に指導している。
最終回冒頭で交通事故に遭い、瀕死の重傷を負ってしまう。だが、アシモフくんとボロッ殿一家の決断によって、サイボーグとして復活する。
ブスボロA（-エース）
ボロッ殿一家の保護者という位置付け。ブスボロAの放つドケツドパンチはボロッ殿以上。事あるごとにボロッ殿をいじめるのが趣味。姫さまに改造されると期待したが、葉子ちゃんとキャラがかぶるという理由から「茶くみばばあ」（完成予想図あり）にされそうになったため、「あたしゃ、いまのままでいいよ！」と涙目で改造を拒否した。
チンボロ三太夫（-さんだゆう）
チンボロポンスケが改造された家老ロボット。頭にチョンマゲが付いた。
お刀モチット（おかたな-）
テンガーV100点の改造した小姓ロボット。前作同様泣き虫。
ダバット
馬型ロボット。ボロッ殿に変わってからの新キャラ。
アシモフくん
ボスボロットをボロッ殿に改造した天才少年。
最終回冒頭で瀕死の重傷を負った葉子ちゃんを助けるために、ボロッ殿一家に苦渋の決断を打ち明け、それを承諾した彼らの命を引き換えに葉子ちゃんを蘇らせる。最終回の最後、級友のトマトに「今度は葉子ちゃんのためにどんなロボットを作ってやろうか・・・・」と葉子ちゃんの背中を見守りながら呟くところで、物語は静かに幕を閉じる。
スーパー葉子ちゃん
アシモフくんが作り上げた、乗り込み操縦式のスーパーロボット。江久保葉子の姿をしている。おっぱいの部分が操縦席になっている。
ゴミロボ若大将（-わかだいしょう）
ボロッ殿のライバル。夢の島のゴミが、廃棄コンピューターを中心に偶然組み合わさって生まれた。人間の女の子と仲良くなろうとしたが、「くさい、きたない」とつれなくされたことから、人間に恨みをもつようになる。空手着とうそぶくパワードスーツでスーパー葉子ちゃんを破壊した。
ゴミクズ博士（-はかせ）
ゴミロボ若大将が、おのが右腕として作り上げた科学者ロボット。大怪獣ゴミッシーなどの発明を次々行ったが、最終決戦時、空手着装着の若大将から逃げ回るボロッ殿に盾にされて、頭部を粉砕され、あえない最期を遂げた。
アクモフくん
アシモフくんのライバル。ゴミロボ若大将と手を組み、ボロッ殿一家を倒すため、ゴミッ殿、ゴミボロA、ゴミボロ三太夫、スーパーアクモフなどを作り上げ戦ったが敗れた。
インセキキング
宇宙からやってきた隕石型の怪人。飛行中、ナレーションで「インセキキング、略してインキン」と称され、ズッコけ落下。「略して言うな！　何かかゆくなってきたぜ！」と反論している。
ボクサーロボットゾウキング
象の姿をしたボクサーロボット。長い鼻で繰り出す「必殺ハナちゃんパンチ」で対戦相手をことごとく死亡させている。試合後、アナウンスで「ボクサーロボットゾウキング、略してボロゾウキン」と称され激怒し、アナウンサーをぶっ飛ばしている。
ロボチンポー
「ぜったいに落ちないUFO」＝「おちんUFO」＝「オチンフォー」の乗組員ロボット。オチンフォーにトイレがない（更に自分の星へは300万光年の距離）ため、たまたま近くにあった星＝地球に立ち小便をしに来た。ボロッ殿と葉子ちゃんを取り合い、どちらが美しいおしっこをするかで競い合う。ボロッ殿の「逆立ち三段シャンデリア型おしっこ」に対し「フライングオーロラおしっこ」で勝利を収めるが、「二人とも下品だから、だ～いっ嫌い！」と葉子ちゃんに嫌われる。後にロボ川ススム相手にボロッ殿やアシモフくんと共闘する。
ロボ川ススム
家庭教師ロボット。学ラン姿に渦巻き眼鏡をかけている。ガリ勉が過ぎて極度の近視となった自分へのコンプレックスから、同様に近視にしようと葉子ちゃんに過度の勉強を強いる。様子を見に来たブスロボAに一目惚れして相思相愛になるも、直後に誤解したボロッ殿たちに破壊された。
ダイヤモンドチョウチョウキング
蝶の姿をした美しさを追求するロボット怪人。ナレーションで「ダイヤモンドチョウチョウキング、略してダイチョウキン」と称され、美しい自分に不似合いだと怒る。魔法の鏡が自分より美しいと告げた葉子ちゃんの存在が許せず、どんなものでもブサイクにしてしまう毒ヤキイモを食べさせようとしたが、誤って自分が食べて「この世で一番美しくない人」になってしまった。